# Sándor Márai
Sándor Márai [ˈʃaːndor ˈmaːrɒi] (11. dubna 1900 Košice, Rakousko-Uhersko – 22. února 1989 San Diego (Kalifornie), USA) byl maďarský spisovatel.

## Život
Narodil se v Košicích jako Sándor Grosschmid. Jeho otcem byl maďarský právník a později senátor Národního shromáždění ČSR Géza Grosschmid. Od roku 1918 pracoval jako redaktor maďarského deníku Budapesti Napló. Na počátku psal i německy, ale postupně přešel jen k maďarštině. Jako první objevil pro maďarské čtenáře osobnost Franze Kafky. Márai byl kritický jak vůči Horthyovskému režimu, tak vůči nacionalistům a komunistům. V roce 1948 odešel do emigrace. Žil ve Švýcarsku a Itálii, než se usadil v New Yorku. Nějaký čas žil poté v italském Salernu, aby strávil zbytek života v americkém San Diegu. Po smrti manželky se odvrátil od světa a v roce 1989 odešel ze světa vlastní rukou.
V letech 1952–1967 byl spolupracovníkem Rádia Svobodná Evropa. Jeho díla nebyla v Maďarsku vydávána až do konce studené války. V 90. letech byl „znovu objeven“. Sándor Márai je v současnosti považován za jednoho z nejvýznamnějších evropských spisovatelů 20. století. V roce 1990 dostal posmrtně nejvyšší maďarské umělecké vyznamenání, Kossuthovu cenu. V německy mluvících zemích je vydáván v rekordních nákladech.

## Dílo v češtině
- Cizí lidé; (1936) (přeložil Arno Kraus st.)

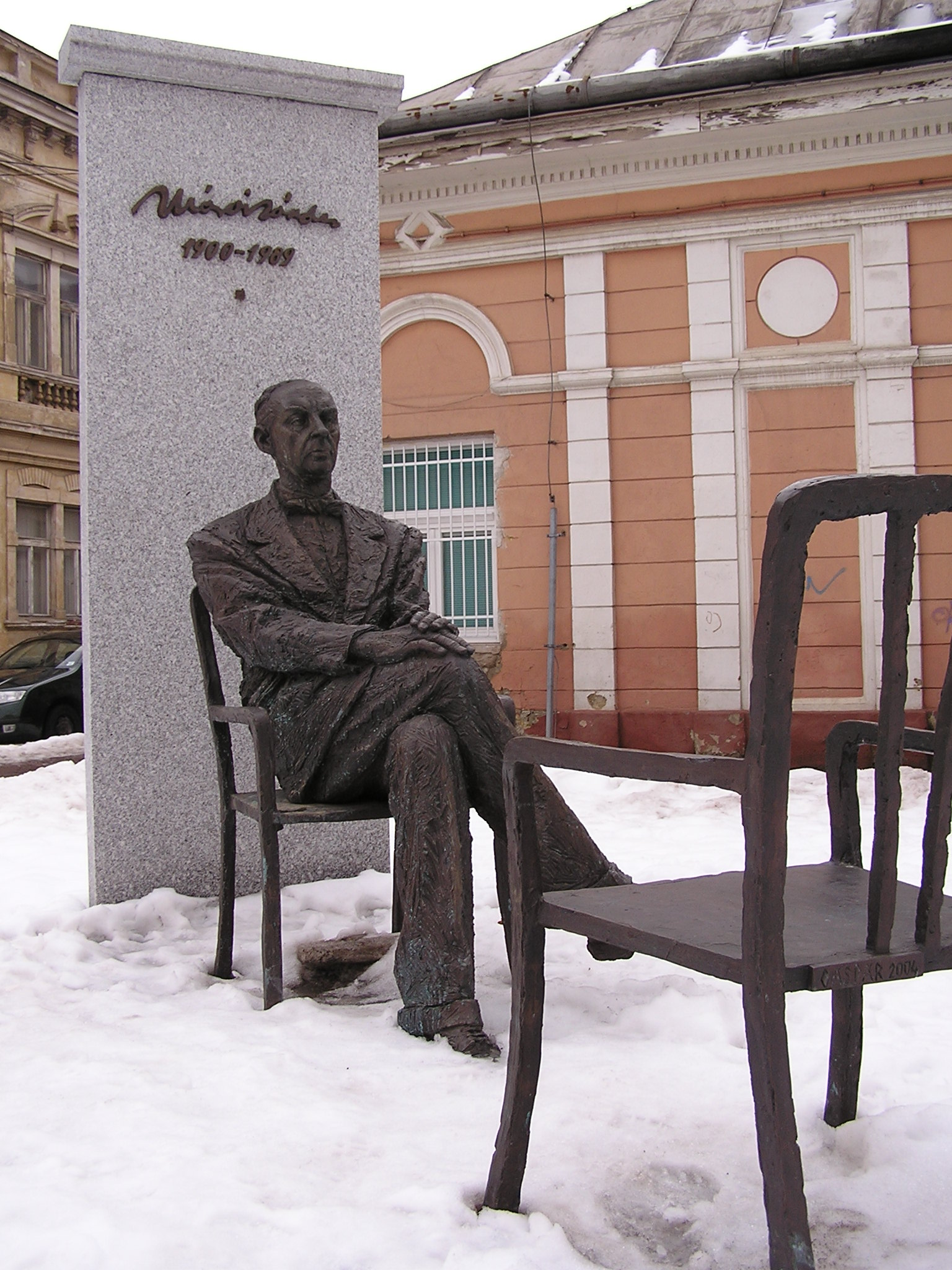
Socha Sándora Máraiho v Košicích

- Socha Sándora Máraiho v KošicíchHost v Bolzanu (1942) (přeložil Arno Kraus st.)
- Štěně (1942, 1943) (přeložil Vilém Peřina)
  - též vydání pod názvem Čutora, pes s charakterem; (2005) ISBN 80-200-1368-7 (přeložila Dana Gálová)
- Svíce dohořívají; (2003) ISBN 80-200-1137-4 (přeložila Anna Valentová)
- Zpověď; (2003) ISBN 80-200-1170-6 (přeložila Dana Gálová)
- Země, země…!; (2004) ISBN 80-200-1269-9 (přeložila Anna Valentová)
- Odkaz Ester; (2004) ISBN 80-200-1041-6 (přeložila Anna Valentová)
- Judita; (2005) ISBN 80-200-1312-1 (přeložila Dana Gálová)
- Noc před rozvodem; (2006) ISBN 80-7258-243-7 (přeložila Anna Valentová)
- Deníky - Svazek I. (1943-1967), Svazek II. (1968-1989); (2008) ISBN 978-80-200-1563-1 (přeložily Estera Sládková a Dana Gálová)
- Herbář; (2017) ISBN 978-80-200-2710-8 (přeložila Dana Gálová)
- Chtěl jsem mlčet (2019) – ISBN 978-80-200-2906-5 (přeložila Adéla Gálová)

## Filmové adaptace
- Svíce dohořívají (2006), režie: István Iglódi, hlavní role: Gábor Agárdi
- Odkaz Ester (2008), režie: József Sipos, hlavní role: György Cserhalmi